# Sciara subrunnipes
Sciara subrunnipes är en tvåvingeart som beskrevs av Edwards 1933. Sciara subrunnipes ingår i släktet Sciara och familjen sorgmyggor. Inga underarter finns listade i Catalogue of Life.